# Nuestro Himno
Nuestro Himno es una interpretación en español del himno nacional estadounidense, «The Star-Spangled Banner» («La Bandera Adornada por Estrellas»). La interpretación se estrenó durante la creciente controversia sobre inmigración en Estados Unidos. 

## Historia
La idea para la traducción fue del ejecutivo musical británico Adam Kidron, como una muestra de apoyo para los inmigrantes hispanos en Estados Unidos. Kidron ha declarado que la canción será incluida en el álbum Somos Americanos, que se venderá a US$10, de los cuales uno se donará a la National Capital Immigration Coalition (Coalición Nacional de Inmigración), grupo ubicado en Washington D. C..[cita requerida]
El primer verso de la traducción está estrechamente basado en una traducción de 1919 de Francis Haffkine Snow para el Departamento de Educación Estadounidense . Los únicos cambios de esta versión son el reemplazo de «no veis» por «lo veis»; «barras» con «franjas», y «fulgor de cohetes, de bombas estruendo» por «fulgor de lucha, al paso de la libertad».
La grabación incluye artistas como Wyclef Jean, Aventura, Olga Tañón, Pitbull, Yuridia, Franco de Vita, Don Omar, Gloria Trevi, Reik, Kalimba, Andy Andy y Carlos Ponce. Se estrenó a las siete de la tarde (EST) el 28 de abril de 2006 en más de 500 emisoras de radio. 
Se ha planeado un remix para publicarse en junio de 2006. Contendrá varias líneas en inglés que condenan las leyes de inmigración estadounidenses. Entre ellas: "These kids have no parents, 'cause all of these mean laws… let's not start a war with all these hard workers, they can't help where they were born."  (Aproximadamente traducido: "Estos niños no tienen padres, por culpa de estas leyes malas… no empecemos una guerra con todos estos trabajadores, no pueden evitar dónde nacieron").
Ésta no es la primera traducción del himno nacional por grupos de inmigrantes en los Estados Unidos. En 1861, fue traducido al alemán (también en latín en esa página). Ha sido traducido a yidis por inmigrantes judíos  y al francés por los cajunes. . La web del Departamento de Estado Estadounidense también ha estado difundiendo múltiples versiones del himno en español. 

## Controversia
La canción ha generado polémica sobre su traducción (aunque los creadores no afirmaron que fuera una traducción exacta), donde se da más importancia a la rima que a la precisión y quita los aspectos belicosos del original. Otros han criticado el himno por su uso político por parte de los simpatizantes de inmigrantes indocumentados y políticas de inmigración liberales. Otros lo critican simplemente porque, al ser una variación de la versión oficial, representa una desvalorización de un símbolo que muchos estadounidenses consideran sagrado. 
En una nota de prensa el 28 de abril, el Presidente de los Estados Unidos, George W. Bush comentó: "Yo pienso que las personas que quieren ser ciudadanos en este país han de aprender inglés. Y han de aprender a cantar el himno en inglés." También entre los críticos de la interpretación, Charles Key, el tataranieto de Francis Scott Key, el autor de la letra original, dice que el himno debe ser cantado únicamente en inglés.